# Ordine e Giustizia
Ordine e Giustizia (in lituano: Tvarka ir teisingumas - TT) è stato un partito politico lituano di orientamento nazional-conservatore ed euroscettico; fondato nel 2002 col nome di Partito dei Democratici Liberali (Liberalų Demokratų Partija), è stato ridenominato nel 2006.
In sede europea, ha aderito ai gruppi UEN (dal 2004 al 2009), EFD (dal 2009 al 2014) e EFDD (dal 2014 al 2019), divenendo membro dell'Alleanza per la Democrazia Diretta in Europa.
Nel 2020 si è fuso con l'Unione della Libertà di Lituania per dar vita ad un nuovo soggetto politico, Libertà e Giustizia.

## Storia
Il partito fu fondato nel 2002 da Rolandas Paksas, già sindaco di Vilnius e primo ministro (1999; 2000-2001), dopo la sua fuoriuscita dall'Unione della Patria.
In occasione delle elezioni presidenziali del 2004 Paksas fu eletto Presidente della Repubblica, sconfiggendo al ballottaggio Valdas Adamkus che aveva ottenuto la maggioranza relativa dei voti al primo turno, ma pochi mesi dopo fu costretto a dimettersi per effetto della messa in stato d'accusa votata dal Parlamento.
Alle parlamentari del 2004, la sua formazione, concorrendo nella lista "Per la Giustizia e per l'Ordine", ottenne l'11,4% dei voti, mentre alle parlamentari del 2008 raggiunse il 12,7%, confermandosi la quarta forza politica del paese dopo il Partito Socialdemocratico di Lituania e il Partito di Rinascita Nazionale.
Fermatosi allo 7,3% dei voti alle parlamentari del 2012, il partito entrò a far parte del nuovo governo insieme a Partito del Lavoro e Socialdemocratici. Alle successive parlamentari del 2016 conseguì solo il 5,5% dei voti.

## Risultati elettorali
| Elezione          | Voti    | %     | Seggi    |
| ----------------- | ------- | ----- | -------- |
| Europee 2004      | 82.420  | 6,83  | 1 / 13   |
| Parlamentari 2004 | 135.807 | 11,36 | 10 / 141 |
| Parlamentari 2008 | 156.777 | 12,68 | 15 / 141 |
| Europee 2009      | 67.237  | 11,90 | 2 / 12   |
| Parlamentari 2012 | 100.120 | 7,63  | 11 / 140 |
| Europee 2014      | 163.049 | 14,25 | 2 / 11   |
| Parlamentari 2016 | 67.817  | 5,55  | 8 / 141  |
| Europee 2019      | 34.413  | 2,74  | 0 / 11   |